# Pseudomys fieldi
Espèce
Synonymes
- Pseudomys praeconis Thomas, 1910

Statut de conservation UICN

 VU D2 : Vulnérable
Statut CITES
Pseudomys fieldi, appelé Souris d'Alice Springs, Souris d'Australie de Field ou Souris de Field, est une espèce de rongeurs de la famille des Muridae. C'est une souris australienne dont l'espèce est menacée.